# Братья Пилоты. Олимпиада
Братья Пилоты. Олимпиада — компьютерная игра, разработанная компанией PIPE Studio и выпущенная 1С и СофтКлаб для Microsoft Windows в 2004 году. Входит в серию игр о Братьях Колобках, использует персонажей и образы из мультфильма «Следствие ведут Колобки». Представляет спортивную аркаду, выпущенную в дни Афинской Олимпиады.

## Игровой процесс
Игра состоит из семи локаций, на каждой из которых доступны спортивные состязания (итого 20 состязаний). По умолчанию Коллега и Шеф начинают на футбольном стадионе. Чтобы победить в состязании, они должны набрать больше очков, чем Карбофос: если по сумме всех состязаний они перегонят Карбофоса, то выйдут на следующую локацию. На разные состязания выходят или Коллега, или Шеф, или оба сразу. Управление осуществляется мышью, однако кнопки отвечают за разные действия в каждом состязании.
В игре встречаются следующие 20 состязаний:
- Стрельба из лука
- Бег с барьерами
- Футбол (забить пенальти)
- Футбол (отбить пенальти)
- Прыжки в высоту
- Прыжки с шестом
- Метание молота
- Прыжки в воду
- Плавание
- Тяжёлая атлетика
- Фехтование
- Велоспорт (шоссейная гонка)
- Волейбол
- Баскетбол
- Гимнастика (упражнения на кольцах)
- Бокс
- Стрельба (из рогатки)
- Академическая гребля
- Тройной прыжок
- Прыжки в длину

## Сюжет
В городе Бердичеве назначено проведение Летних Олимпийских игр, специально выстроены спортивные помещения. Однако в канун начала Игр внезапно все участники заболевают расстройством желудка, кроме Карбофоса, который полностью готов к состязаниям. Шеф и Коллега оказываются единственными, кто может бросить вызов контрабандисту: они должны не только собрать все улики, но и победить его абсолютно во всех состязаниях.

## Критика
| Русскоязычные издания | Русскоязычные издания |
| Издание               | Оценка                |
| --------------------- | --------------------- |
| Absolute Games        | 80 %                  |
| «Игромания»           | 10/10 (пользователи)  |

Игра получила всеобщее признание критиков.
Издание AG поставило оценку 80 % за крайне оригинальный подход к каждому состязанию и тщательную проработку аркады, которая требует «сноровки и оригинальных решений», но выразило сожаление по поводу того, что аркада оказалась крайне короткой.